# بن لویی
بن لوی (گیلی اسکاتلندی: Beinn Laoigh) کوهی است در ارتفاعات جنوبی اسکاتلند. این کوه دارای پنج خط الراس کاملاً مشخص است که از قله خارج می‌شوند.
بن لوی بلندترین و مشهورترین گروه از چهار مونرو است که در جنوب گلن لوچی قرار دارند. سه مونرو دیگر این گروه عبارتند از بینن آ چلیبه، بن اوس و بینن دوبکریگ.